# Stomachetosella producta
Stomachetosella producta är en mossdjursart som först beskrevs av Alpheus Spring Packard 1863.  Stomachetosella producta ingår i släktet Stomachetosella och familjen Stomachetosellidae. Inga underarter finns listade i Catalogue of Life.